# Paříž očima…
Paříž očima… (v originále Paris vu par…) je francouzský povídkový film, který měl světovou premiéru na Berlinale v roce 1965. Jednotlivé povídky natočilo šest režisérů francouzské nové vlny: Jean Douchet, Jean Rouch, Jean-Daniel Pollet, Éric Rohmer, Jean-Luc Godard a Claude Chabrol. Každý filmař natočil příběh v jiné pařížské čtvrti. Všechny filmy byly natočeny na 16mm film. Původně bylo plánováno, že každý z režisérů natočí ve stejném duchu celovečerní film se společností Les Films du losange, kterou založil Éric Rohmer a vedl Barbet Schroeder.

## Povídky
Saint Germain des Prés
režie: Jean Douchet, 18 minut
Mladá americká studentka, která chodí na hodiny kreslení na Julianovu akademii v rue du Dragon (6. obvod), se v Café de Flore na bulváru Saint-Germain seznámí s mladým mužem z vyšší střední třídy. Vezme ji do svého mládeneckého bytu v rue de Seine. Brzy ráno ji ale vyhodí pod záminkou, že musí letět letadlem do Mexika. Nicméně po návratu do Akademie ho opět potká, jak stojí jako nahý model studentům.
Obsazení
| Barbara Wilkin        | Katherine |
| Jean-François Chappey | Jean      |
| Jean-Pierre Andréani  | Raymond   |

Gare du Nord
režie: Jean Rouch, 16 minut
Mladý pár žije skromně poblíž Gare du Nord (10. obvod). Ambiciózní mladá žena sní o lepším životě. Po ranní hádce se náhodou seznámí na rue Lafayette s mladým mužem, který jí nabídne, že se s ní podělí o život jejích snů. Mladá dívka váhá, ale nakonec odmítne. Muž trvá na svém a říká jí, že po napočítání do 10 spáchá v případě definitivního odmítnutí sebevraždu.
Obsazení
| Nadine Ballot    | Odile       |
| Barbet Schroeder | Jean-Pierre |
| Gilles Quéant    | muž         |

Rue Saint-Denis
režie: Jean-Daniel Pollet, 12 minut
V Rue Saint-Denis si plachý mladý muž přivede do svého ošuntělého hotelového pokoje prostitutku. Diskutují o banalitách a společně povečeří, než se odhodlá jednat.
Obsazení
| Claude Melki  | Léon        |
| Micheline Dax | prostitutka |

Place de l'Étoile
režie: Éric Rohmer, 15 minut
Náměstí Place de l'Étoile není stvořeno pro chodce a deštníky mohou být velmi nebezpečné. Smutnou zkušenost s tím má Jean-Marc, prodavač v obchodě s košilemi na avenue Victor-Hugo.
Obsazení
| Jean-Michel Rouzière | Jean-Marc, prodavač |
| Marcel Gallon        | agresivní opilec    |
| Philippe Sollers     | zákazník            |
| Jean Douchet         | zákazník            |
| Sarah Georges-Picot  | žena v metru        |
| Maya Josse           | žena v metru        |

Montparnasse et Levallois
režie: Jean-Luc Godard, 14 minut
Mladá žena pošle dopis každému ze svých dvou milenců, jednomu sochaři ve čtvrti Montparnasse (14. obvod), druhému karosářovi ve městě Levallois-Perret. Ale pro koho je určen milostný dopis a kdo dostane dopis o rozchodu?
Obsazení
| Joanna Shimkus   | Monika        |
| Philippe Hiquily | sochař Ivan   |
| Serge Davri      | karosář Roger |

La Muette
režie: Claud Chabrol, 16 minut
Mladý středoškolák ze 16. obvodu už nesnese nekonečné hádky svých rodičů. Problém řeší se špunty do uší. Takže když jeho matka nešťastnou náhodou spadne ze schodů a rozbije si hlavu, neslyší ji.
Obsazení
| Stéphane Audranová | matka  |
| Claude Chabrol     | otec   |
| Gilles Chusseau    | syn    |
| Dany Saril         | služka |